# Ортоцентър
Ортоцентър се нарича пресечната точка на трите височини на даден триъгълник. Положението на ортоцентъра спрямо самия триъгълник зависи от вида на триъгълника:
- Лежи вътре в триъгълника, когато той е остроъгълен (трите му вътрешни ъгли са по-малки от 90°);
- Лежи извън триъгълника, когато той е тъпоъгълен (има ъгъл, по-голям от 90°);
- Съвпада с върха, където е правият ъгъл, когато е правоъгълен триъгълник.

## Свойства

### Трите височини в един триъгълник се пресичат в една точка
Ще разгледаме две доказателства. Нека {\displaystyle AM\perp BC}, {\displaystyle BN\perp AC} и {\displaystyle AM\cap BN=\{H\}}.
Доказателство с окръжности
Означаваме {\displaystyle \angle BAM=\alpha }. Понеже {\displaystyle \angle ANB=\angle AMB}, то четириъгълникът {\displaystyle ABMN} е вписан в окръжност. Тогава {\displaystyle \angle BAM=\angle BNM=\alpha \ (1)}. В четириъгълникът {\displaystyle HMCN}, {\displaystyle \angle HMC+\angle HNC=180^{\circ }}, следователно и той е вписан. Това означава, че {\displaystyle \angle HNM=\angle HCM=\alpha \ (2)}. От {\displaystyle (1)} и {\displaystyle (2)} става ясно, че {\displaystyle \angle BAM=\angle HCM=\alpha }. Нека сега {\displaystyle CH\cap AB=\{P\}}. В триъгълник {\displaystyle PBC}, {\displaystyle \angle PCB=\alpha } и {\displaystyle \angle PBC=90^{\circ }-\alpha }, следователно {\displaystyle \angle CPB=90^{\circ }}. С това доказахме, че трите височини се пресичат в една точка.
Доказателство с вектори
От тъждеството на Ойлер имаме{\displaystyle {\overrightarrow {CA}}\cdot {\overrightarrow {BH}}+{\overrightarrow {BC}}\cdot {\overrightarrow {AH}}+{\overrightarrow {AB}}\cdot {\overrightarrow {CH}}={\overrightarrow {0}}}Понеже скаларното произведение на два перпендикулярни вектора е равно на нула, то стигаме до извода, че
{\displaystyle {\overrightarrow {AB}}\cdot {\overrightarrow {CH}}=0}
откъдето и
{\displaystyle {\overrightarrow {AB}}\perp {\overrightarrow {CH}}}
Следователно трите височини се пресичат в една точка.

### Еднакви окръжности
Нека {\displaystyle H} е ортоцентърът на триъгълник {\displaystyle ABC}. Тогава окръжностите, описани около триъгълниците {\displaystyle ABH} и {\displaystyle ABC}, са еднакви.
Доказателство
Нека {\displaystyle \angle ACB=\gamma }. Тогава {\displaystyle \angle NHM=360^{\circ }-2\cdot 90^{\circ }-\gamma =180^{\circ }-\gamma =\angle AHB}. Прилагаме синусовата теорема за триъгълниците {\displaystyle ABC} и {\displaystyle ABH}:
{\displaystyle {\begin{cases}{\dfrac {AB}{\sin \gamma }}=2R_{ABC}\\{\dfrac {AB}{\sin(180^{\circ }-\gamma )}}=2R_{ABH}\end{cases}}}
където {\displaystyle R_{ABH}} и {\displaystyle R_{ABC}} са радиусите на окръжностите, описани съответно около триъгълниците {\displaystyle ABH} и {\displaystyle ABC}.
Но {\displaystyle \sin(180^{\circ }-\gamma )=\sin \gamma }, следователно системата придобива следния вид:
{\displaystyle {\begin{cases}{\dfrac {AB}{\sin \gamma }}=2R_{ABC}\\{\dfrac {AB}{\sin \gamma }}=2R_{ABH}\end{cases}}}
откъдето става ясно, че {\displaystyle R_{ABH}=R_{ABC}}, т.e. окръжностите са еднакви.
Аналогично може да се покаже, че {\displaystyle R_{ABC}=R_{BCH}} и {\displaystyle R_{ABC}=R_{AHC}}

### Права на Ойлер
Ортоцентърът, центърът на описана окръжност, медицентърът и центърът на Окръжността на деветте точки лежат на една права - права на Ойлер. Центърът на Окръжността на деветте точки съвпада със средата на отсечката, свързваща ортоцентъра с центъра на описаната окръжност, а разстоянието между медицентъра и центъра на описаната окръжност е половината от това между медицентъра и ортоцентъра.